# Poesia (livro)
Poesia é o título do primeiro livro publicado da escritora Sophia de Mello Breyner Andresen.
Este livro foi inicialmente publicado numa edição pessoal da autora em 1944. Actualmente, está disponível numa publicação da Editorial Caminho.
Desde a primeira série de Cadernos de Poesia (1940-41) que Sophia se associara a projetos de vocação eclética, numa espécie de ecumenismo estético
pautado pela independência crítica e pela exigência ética. Erigindo por lema “A Poesia é só uma!”, os Cadernos ter-se-ão constituído alternativa
superadora da irredutível polémica nacional entre neo-realistas e “presencistas”.

## Poesias

### I
- Apesar das ruínas e da morte
- Noite
- Luar
- Atlântico
- Mar
- Meio-Dia
- O Jardim e a Noite
- Evohé Bakkhos
- Apolo Musageta
- Espero sempre por ti o dia inteiro,
- Às vezes julgo ver nos meus olhos
- Noite das coisas, terror e medo
- Cidade
- Noites sem nome, do tempo desligadas,
- Cidade suja, restos de vozes e ruídos,
- Ir beber-te num navio de altos mastros
- Casa Branca

### II
- Pudesse eu não ter laços nem limites
- Primavera
- Tudo me é uma dansa em que procuro
- Se tanto me dói que as coisas passem
- Mais do que tudo, odeio
- Senhor
- Noite de Abril
- Quem és tu que assim vens pela noite adiante,
- Aquelas que exaltadas e secretas
- Paisagem
- Como Uma Flor Vermelha
- O Jardim e a Casa
- Jardim Perdido
- Jardim
- No Alto Mar
- Fundo do Mar
- Nunca mais
- Níobe Transformada em Fonte
- Céu, terra, eternidade das paisagens,

etc...

### III
- Lutaram corpo a corpo com o frio
- Em Todos os Jardins
- Se todo o ser ao vento abandonamos
- As Fontes
- A Hora da Partida
- Que poderei de mim mais arrancar
- Ó noite, flor acesa, quem te colhe?
- Há cidades acesas na distância,
- Sinto os mortos no frio das violetas
- Quando brilhou a aurora, dissolveram-se
- Senti que estava às portas do meu reino,
- Homens à Beira-Mar
- Sinal de Ti
- O Vidente
- Que o Teu gládio me fira mortalmente.
- No ponto onde o silêncio e a solidão